# دانیل فلاهرتی
دانیل فلاهرتی (انگلیسی: Daniel Flaherty؛ زادهٔ ۱۱ ژوئن ۱۹۹۳) بازیگر و صداپیشه اهل ایالات متحده آمریکا است. وی از سال ۲۰۰۵ میلادی تاکنون مشغول فعالیت بوده‌است.
از فیلم‌ها یا برنامه‌های تلویزیونی که وی در آن نقش داشته‌است، می‌توان به آمریکایی‌ها، آنی، اسکینز، گرگ وال استریت، عصر یخبندان: رانش قاره‌ای، امید می‌روید، پردیس، بز، مجرم‌های نوامبر، داستان‌های مایروویتز، دادگاه شیکاگو هفت، بازماندگان، آن شب و خاطرات آدرال اشاره کرد.